# Henningsvær
Henningsvær és un poble de pescadors al municipi de Vågan al comtat de Nordland, Noruega. Es troba en diverses illes petites enfront de la costa sud de la gran illa d'Austvågøja, a l'arxipèlag de Lofoten. El poble està situat a uns 20 quilòmetres (12 milles) al sud-oest de la ciutat de Svolvær. Henningsvær està connectat amb la resta de Vågan a través dels ponts Henningsvær. El poble es troba principalment a les illes de Heimøja i Hellandsøja.

## Característiques
El poble de 0.3 quilòmetres quadrats (74 acres) té una població (el 2019) de 494 persones, la qual cosa li dona una densitat de població de 1,647 habitants per quilòmetre quadrat (4,400 / milla quadrada). A causa de la seva arquitectura tradicional de poble de pescadors, Henningsvær atrau molts turistes. L'escalada i el busseig o snorkel també són activitats turístiques populars. L'església de Henningsvær es troba al poble, a l'illa de Heimøja.
Amb l'augment de la fotografia de drons professionals i de consum en la dècada de 2010, el Henningsvaer Fotballbanen (camp de futbol) ha guanyat atenció mundial. L'organització de futbol europea, UEFA, va filmar en el camp i al seu voltant el seu video "We Play Strong" amb Liv Cooke. Pepsi Max Norge va oferir el seu suport per a la final de la UEFA Champions League el 2018 amb una instal·lació d'art creada per nens xutant-hi pilotes de futbol cobertes de pintura. El camp és administrat pel club de futbol Henningsvaer IL sota el lideratge d'Ole Johan Wiik, a partir de 2018.